# 耶爾斯維克峰
耶爾斯維克峰（英語：Gjelsvik Peak），是南極洲的山峰，位於杜費克海岸，處於弗里喬夫南森山西北面5公里，屬於毛德王后山脈的一部分，海拔高度3,660米，由新西蘭探險隊命名，現時由南極條約體系管理。